# The Bros
Pour plus de détails, voir Fiche technique et Distribution.
The Bros (hangeul : 부라더 ; RR : Buladeo) est une comédie sud-coréenne réalisée et co-écrite par Jang Yu-jeong, sorti le 2 novembre 2017.
Elle totalise presque 1,5 million d'entrées dans le box-office sud-coréen de 2017.

## Synopsis
Lee Seok-bong (Ma Dong-seok) est un professeur d'histoire fauché rêvant de grandes découvertes archéologiques et son jeune frère Lee Joo-bong (Lee Dong-hwi (en)), un cadre prometteur d'une entreprise spécialisée dans les travaux publics, se retrouvent à l'enterrement de leur père dans leur ville natale d'Andong. Cependant, Seok-bong en a seulement après les reliques de la maison qui pourraient lui faire de l'argent, tandis que Joo-bong en a après un contrat de construction d'autoroute pour son entreprise. En route, les frères renversent une mystérieuse femme nommée Aurora (Lee Ha-nui (en)) qui perd la mémoire après l'accident. Au fil du temps, les frères découvrent les secrets de leur famille avec cette femme qu'ils n'avaient jamais vu.

## Distribution

### Principale
- Ma Dong-seok : Lee Seok-bong
  - Kwon Min-joon : Seok-bong, jeune
- Lee Dong-hwi (en) : Lee Joo-bong
  - Kwon Min-jae : Joo-bong, jeune
- Lee Ha-nui (en) : Aurora

### Secondaire
- Jo Woo-jin : Lee Mi-bong
- Song Young-chang : Dang-sook
- Song Sang-eun : La femme de Mi-bong
- Jung Jae-jin : Le cousin du grand-père
- Lee Ji-ha : La mère de Dang-sook
- Heo Sung-tae : Le moine/Hyeong-bae
- Chae Dong-hyun : Beop-jeong
- Jeong Soon-won : Le chef d'équipe Go
- Song Won-soo : L'aîné Lee Seong-deok
- Kim Ji-han : L'aîné Lee Man-deok
- Park Jong-gook : L'aîné Lee Soon-deok/lettré confucéen
- Kim Jong-ho : L'aîné Lee Beom-goo
- Kang Hee-joong : L'aîné Lee Wan-go
- Sin Sin-Beom : L'aîné Lee Gwi-yal
- Son Young-soon : La grand-mère enragée
- Yoon Tae-hee : La jeune grand-mère
- Park Jung-pyo : Mr. Park
- Ahn Se-ho : Mr. Ahn
- Han Kuk-jin : Mr. Shin

### Caméo
- Ji Chang-wook : Choon-bae, jeune
- Oh Man-seok (en) : Le représentant Oh
- Kim Kang-hyun : Han-ji
- Seo Hyun-chul : Le petit-fils aîné
- Choi Ji-ho (en) : Un policier

### Apparitions spéciales
- Jeon Moo-song (en) : Choon-bae
- Sung Byoung-sook : Soon-rye
- Seo Ye-ji (en) : Sa-ra

## Production
Le tournage commence le 6 janvier 2017 et se termine le 5 mars 2017.

## Sortie et reception
Le film sort dans les salles sud-coréennes le 2 novembre 2017. 
Durant son premier week-end, il totalise 605 690 spectateurs et est deuxième du box-office derrière Thor : Ragnarok, sorti le même jour. Neuf jours après sa sortie, The Bros dépasse le million de spectateurs.